# فيرجينيا غراي
فيرجينيا غراي (بالإنجليزية: Virginia Grey)‏ (و. 1917 – 2004 م) هي ممثلة، وكاتبة سيناريو، وممثلة تلفزيونية، من الولايات المتحدة الأمريكية، ولدت في لوس أنجلوس، توفيت عن عمر يناهز 87 عاماً بسبب نوبة قلبية.

## وصلات خارجية
- فيرجينيا غراي على موقع IMDb (الإنجليزية)
- فيرجينيا غراي على موقع روتن توميتوز (الإنجليزية)
- فيرجينيا غراي على موقع ألو سيني (الفرنسية)
- فيرجينيا غراي على موقع تيرنر كلاسيك موفيز (الإنجليزية)
- فيرجينيا غراي على موقع أول موفي (الإنجليزية)
- فيرجينيا غراي على موقع قاعدة بيانات برودواي على الإنترنت (الإنجليزية)
- فيرجينيا غراي على موقع قاعدة بيانات الأفلام السويدية (السويدية)
- فيرجينيا غراي على موقع إن إن دي بي (الإنجليزية)
- فيرجينيا غراي على موقع قاعدة بيانات الفيلم (الإنجليزية)
- فيرجينيا غراي على موقع كينوبويسك (الروسية)